# 曾秀
曾秀（？年—？年），字汝德，號紹眞，湖廣永州府祁陽縣（今湖南省祁陽市）人。明朝政治人物。

## 生平
隆慶四年（1570年），曾秀中式庚午科湖廣鄉試舉人。任廣西教諭，萬曆十六年（1588年）陞江西萍鄉縣知縣。